# Насичені жирні кислоти
Наси́чені жи́рні кисло́ти — це жирні кислоти, в яких відсутні ненасичені (в тому числі й подвійні) зв'язки у ланцюзі карбонового скелету. До цієї групи належать кислоти із загальною формулою СnН2nО2 та з будовою СН3(СН2)m—СООН. Кислотний залишок СООН (який називається карбоксильною групою), обумовлює її кислотні властивості.
До цього класу жирних кислот входять такі поширені в природі кислоти: пальмітинова, стеаринова, міристинова.
Див.: Список насичених жирних кислот